# Опанасенко Валентин Леонідович
Валенти́н Леоні́дович Опана́сенко (1 жовтня 1986 — 20 січня 2015) — солдат Збройних Сил України, учасник російсько-української війни. Один із «кіборгів».

## Короткий життєпис
Народився 1 жовтня 1986 року. Закінчив загальноосвітню школу № 2 селища міського типу Немішаєве Бородянського району, у 2005 році — професійно-технічне училище № 26 селища міського типу Бородянка Київської області (нині — Бородянський професійний аграрний ліцей).
До лав армії вступив 27 серпня 2014 року. Стрілець 9 роти 3-го батальйону 80 ОАеМБр. Після реорганізації 3-й батальйон став 122-м окремим аеромобільним батальйоном.
В Донецькому аеропорту перебував з 13 січня 2015-го. 15 січня поранений, продовжував вести бої за утримання терміналу. Маючи двічі можливість виїхати, не полишив поранених побратимів. 20 січня через підрив терористами перекриття обвалилася будова терміналу, під обвалом Валентин загинув.
Упізнаний батьками на початку квітня 2015-го. 9 квітня 2015 року похований на кладовищі села Діброва.
Вдома лишились дружина Тетяна із сином, якому 19 січня виповнилось 4 роки, батьки, брат та сестра.

## Нагороди та вшанування
- Указом Президента України № 461/2015 від 31 липня 2015 року, «за особисту мужність і високий професіоналізм, виявлені у захисті державного суверенітету та територіальної цілісності України, вірність військовій присязі», нагороджений орденом Богдана Хмельницького III ступеня (посмертно)[1].
- Нагороджений нагрудним знаком «За оборону Донецького аеропорту» (посмертно).
- Нагороджений медаллю «За жертовність і любов до України» (посмертно).
- Вшановується в меморіальному комплексі «Зала пам'яті», в щоденному ранковому церемоніалі 20 січня[2][3].